# گوتووو-گورکی
گوتووو-گورکی (به لاتین: Gutowo-Górki) یک روستا در لهستان است که در گمینا زاویز واقع شده‌است.